# Dorte Reedtz
Dorte Tønnesdatter Reedtz, gift Rosenkrantz (7. april 1730 – 20. april 1801 i København) var en dansk adelsdame.
Hun var datter af kammerherre Tønne Reedtz til Barritskov og Lucia Emerentia Levetzau. Dorte Reedtz ægtede 11. oktober 1748 i Vor Frue Kirke den senere gehejmestatsminister Frederik Christian Rosenkrantz.
1762 blev hun Dame de l'union parfaite. Hun var mor til Iver Rosenkrantz-Levetzau.